# Temperley
Temperley is een stad in het Argentijnse bestuurlijke gebied Lomas de Zamora in de provincie Buenos Aires. Het vormt een deel van de agglomeratie Groot-Buenos Aires. De plaats telt 111.160 inwoners.
In 1854 kocht de Britse textielfabrikant George Temperley (geboren in 1823 in Newcastle upon Tyne) een landgoed van 51 hectare en bouwde hier een groot landhuis. In 1870 stond hij een deel van het land af om er huizen op te bouwen. Hij financierede ook de bouw van het stadhuis van Lomas de Zamora en het treinstation van Temperley. In 1965 kreeg het dorp stadsrechten. 

## Sport
Club Atlético Temperley werd in 1912 opgericht en speelde 15 seizoenen in de Primera División